# 46
Вижте пояснителната страница за други значения на 46.
46 (четиридесет и шеста) година е обикновена година, започваща в събота по юлианския календар.

## Събития

### В Римската империя
- Шеста година от принципата на Тиберий Клавдий Цезар Август Германик (41-54 г.)
- Децим Валерий Азиатик (II път) и Марк Юний Силан стават консули на Римската империя. Суфектконсули през тази година стават Камерин Антисций Вет (1 до 14 март), Квинт Сулпиций Камерин (15 март-юни), Децим Лелий Балб (консул 46 г.) (1 юли−август/септември) и Гай Теренций Тулий Гемин (септември/октомври−декември)
- След убийството на цар Реметалк III, Тракия е анексирана като прoвинция на Римската империя от император Клавдий, a нейното управлението е поверено на прокуратор. Инкорпорирането на бившето царство е посрещнато с доза съпротива, която налага намесата и присъствието на легиони командвани от управителя на Мизия Авъл Дидий Гал.[1][notes 1] Римляните запазват вътрешното административно деление на Тракия, но не присъединяват към нея Тракийския Херсонес, който запазва отделното си управление, а град Византион, както и преди това, остава още за известно време самостоятелен, но по-късно е присъединен към провинция Витиния.[2]
- Римска експедиция под началството на Авъл Дидий Гал поставя Котис I на трона Боспорското царство на мястото на Митридат III.[3][4][notes 2]

## Родени
- Плутарх, древногръцки историк, биограф, есеист и философ († 125 г.)

## Починали
- Марк Виниций, римски политик и сенатор (роден ок. 5 г.)
- Худуаршъ Даогао, шанюй на хунну
- Уда Дихоу, шанюй на хунну